# الحزب الراديكالي الصربي
الحزب الراديكالي الصربي ((بالسيريلية الصربية: Српска радикална странка, CPC / Srpska radikalna stranka, SRS))
تأسس الحزب الراديكالي الصربي عام 1991 من قبل فويسلاف سيسلي. 
قاد سيسلي الحزب منذ تأسيسه حتى سلم نفسه للمحكمة الجنائية الدولية عام 2003، بتهمة التورط في جرائم حرب خلال الحرب البوسنية. تولى نائبه توميسلاف نيكوليتش  قيادة الحزب حتى انقسامه عام 2008. استقال نيكوليتش من الحزب (SRS) بسبب اختلافه مع سيسلي حول توجهات الحزب واستقال معه الكثير من أعضاء الحزب رفيعي المستوى لتشكيل الحزب التقدمي الصربي (SNS). ليصبح واحد من أكبر الأحزاب السياسية في صربيا، وSRS فقد معظم مقاعده في الانتخابات البرلمانية عام 2012،  على الرغم من أنه لا يزال يملك 17 مقعدا في أقليم كوسوفو وميتوهيا و10 مقاعد في أقليم فويفودينا. ويوجد له عدة فروع في الجبل الأسود وجمهورية صربسكا (البوسنة والهرسك)، وجمهورية مقدونيا المجاورة. اكتسب حزب SRS في الانتخابات البرلمانية الصربية، عام 2016 _(22 مقعدا في البرلمان).

## أيديولوجية الحزب
تعتمد الأيديولوجية الأساسية للحزب على القومية الصربية. حيث يدعو الحزب لتوثيق العلاقات مع روسيا  وتقويدها مع الأتحاد الأوربي. كما ان علاقة الحزب SRS والمحكمة الجنائية الدولية تعتبر ركيكة بسبب أحداث يوغوسلافيا السابقة (ICTY)، حيث سجن فويسلاف سيسلي من عام 2003 إلى عام 2014.
يعتبر الحزب 
الجنرال السابق راتكو ملاديتش 
ورئيس جمهورية صربسكا رادوفان كراديتش أبطال قوميين 
عام 2007، دعا الحزب لاستخدام القوة العسكرية للحئول دون انفصال كوسوفو.
حين كان الحزب بقيادة توميسلاف نيكوليتش، الذي حاول تهدئة الوضع وكثيرا ما ركز نيكوليتش على القضايا الاجتماعية والاقتصادية. 
وكان من المؤيدين لانضمام صربيا إلى الاتحاد الأوروبي الأمر الذي يتعارض مع سياسة الحزب المتشددة
انشق نيكوليتش عن الحزب في عام 2008. هو وبعض الأعضاء، ليشكلو نواة الحزب التقدمي الصربي (SNS).

## رؤساء الحزب من عام (1991) حتى الوقت الحاضر
| # | رئيس الحزب    | رئيس الحزب | الميلاد | تاريخ بداية فترة حكمه | تاريخ نهاية فترة حكمه |
| - | ------------- | ---------- | ------- | --------------------- | --------------------- |
| 1 | فويسلاف سيسلي |            | 1954–   | 23 شباط 1991          | _                     |

### قادة الحزب أثناء فترة قضاء سيسلي عقوبته في المحكمة الجنائية الدولية (2003_2014)
| # | الأسم             | الأسم | الميلاد | تاريخ استلامه | تاريخ تنحيه         |
| - | ----------------- | ----- | ------- | ------------- | ------------------- |
| 1 | توميسلاف نيكوليتش |       | 1952–   | 24 شباط 2003  | 5 أيلول 2008        |
| 2 | دراغان تودوروفيتش |       | 1953–   | أيلول 2008    | 26 أيار 2012        |
| 3 | نيمانيا ساروفيتش  |       | 1974–   | 26 أيار 2012  | 12 تشرين الأول 2014 |

## نتائج الانتخابات

### الانتخابات البرلمانية
| السنة                              | عدد المصوتين | نسبة المصوتين | عدد النواب | التغيرات في عدد النواب | موقفه من الحكومة     |
| ---------------------------------- | ------------ | ------------- | ---------- | ---------------------- | -------------------- |
| الأنتخابات البرلمانية الصربية 1992 | 1,066,765    | 22.58%        | 73 / 250   | 73                     | موالي                |
| الأنتخابات البرلمانية الصربية 1993 | 595,467      | 13.85%        | 39 / 250   | ▼ 34                   | معارض                |
| لأنتخابات البرلمانية الصربية 1997  | 1,162,216    | 28.08%        | 82 / 250   | 43                     | سلطوي                |
| لأنتخابات البرلمانية الصربية 2000  | 322,333      | 8.60%         | 23 / 250   | ▼ 59                   | معارض                |
| لأنتخابات البرلمانية الصربية 2003  | 1,069,212    | 27.62%        | 82 / 250   | 59                     | معارض                |
| لأنتخابات البرلمانية الصربية 2007  | 1,153,453    | 28.60%        | 81 / 250   | ▼ 1                    | معارض                |
| لأنتخابات البرلمانية الصربية 2008  | 1,219,436    | 29.46%        | 78 / 250   | ▼ 3                    | معارض                |
| لأنتخابات البرلمانية الصربية 2012  | 180,558      | 4.63%         | 0 / 250    | ▼ 78                   | خارج تشكيلة البرلمان |
| لأنتخابات البرلمانية الصربية 2014  | 72,303       | 2.01%         | 0 / 250    |                        | خارج تشكيلة البرلمان |
| لأنتخابات البرلمانية الصربية 2016  | 306,052      | 8.10%         | 22 / 250   | 22                     | معارض                |

### الأنتخابات الرئاسية
| العام الأنتخابي | #     | المرشح            | الجولة الأنتخابية الأولى | %     | الجولة الأنتخابية الثانية | %     | الملاحظات                                      |
| --------------- | ----- | ----------------- | ------------------------ | ----- | ------------------------- | ----- | ---------------------------------------------- |
| 1990            | 5th   | فويسلاف سيسلي     | 96,277                   | 1.91% | —                         | —     |                                                |
| 1997            | 1st   | فويسلاف سيسلي     | 1,126,940                | 27.3% | 1,733,859                 | 49.1% | الانتخابات غير صالحة بسبب الإقبال الضعيف عليها |
| 1997            | ▼ 2nd | فويسلاف سيسلي     | 1,227,076                | 32.2% | 1,383,868                 | 37.6% |                                                |
| 2002            | ▼ 3rd | فويسلاف سيسلي     | 845,308                  | 23.2% | —                         | —     | الانتخابات غير صالحة بسبب الإقبال الضعيف عليها |
| 2002            | 2nd   | فويسلاف سيسلي     | 1,063,296                | 36.1% | —                         | —     | الانتخابات غير صالحة بسبب الإقبال الضعيف عليها |
| 2003            | 1st   | توميسلاف نيكوليتش | 1,166,896                | 47.9% | —                         | —     | الانتخابات غير صالحة بسبب الإقبال الضعيف عليها |
| 2004            | ▼ 2nd | توميسلاف نيكوليتش | 954,339                  | 30.6% | 1,434,068                 | 45.4% |                                                |
| 2008            | 2nd   | توميسلاف نيكوليتش | 1,646,172                | 40.0% | 2,197,155                 | 48.0% |                                                |
| 2012            | ▼ 7th | جادرانكا سيسلي    | 147,793                  | 3.78% | —                         | —     |                                                |